# Нецкі (Мазовецьке воєводство)
Нецкі (пол. Niecki) — село в Польщі, у гміні Гостинін Ґостинінського повіту Мазовецького воєводства.
Населення — 105 осіб (2011).
У 1975-1998 роках село належало до Плоцького воєводства.

## Демографія
Демографічна структура станом на 31 березня 2011 року:
|          | Загалом | Допрацездатний вік | Працездатний вік | Постпрацездатний вік |
| -------- | ------- | ------------------ | ---------------- | -------------------- |
| Чоловіки | 48      | 12                 | 26               | 10                   |
| Жінки    | 57      | 15                 | 22               | 20                   |
| Разом    | 105     | 27                 | 48               | 30                   |